# Castellet i la Gornal
Castellet i la Gornal – gmina w Hiszpanii, w prowincji Barcelona, w Katalonii, o powierzchni 47,19 km². W 2011 roku gmina liczyła 2252 mieszkańców.